# Zurab Gogoczuri
Zurab Gogoczuri (gruz. ზურაბ გოგოჭური; ur. 22 marca 1990 w Tbilisi) – gruziński lekkoatleta, skoczek wzwyż.

## Osiągnięcia
| Rok  | Impreza                                | Miejsce          | Konkurencja | Lokata            | Wynik |
| ---- | -------------------------------------- | ---------------- | ----------- | ----------------- | ----- |
| 2008 | II liga pucharu Europy                 | Bańska Bystrzyca | skok wzwyż  | 7. miejsce        | 1,95  |
| 2009 | III liga drużynowych mistrzostw Europy | Sarajewo         | skok wzwyż  | 5. miejsce        | 2,00  |
| 2010 | III liga drużynowych mistrzostw Europy | Marsa            | skok wzwyż  | 5. miejsce        | 1,95  |
| 2010 | III liga drużynowych mistrzostw Europy | Marsa            | trójskok    | 13. miejsce       | 12,27 |
| 2011 | III liga drużynowych mistrzostw Europy | Reykjavík        | skok wzwyż  | 3. miejsce        | 2,05  |
| 2012 | Mistrzostwa Europy                     | Helsinki         | skok wzwyż  | el. – 28. miejsce | 2,10  |
| 2013 | Halowe mistrzostwa Europy              | Göteborg         | skok wzwyż  | el. – 22. miejsce | 2,13  |
| 2013 | III liga drużynowych mistrzostw Europy | Bańska Bystrzyca | skok wzwyż  | 1. miejsce        | 2,20  |

Złoty medalista mistrzostw Gruzji, a także otwartych mistrzostw Azerbejdżanu.

## Rekordy życiowe
- Skok wzwyż – 2,26 (2012) rekord Gruzji
- Skok wzwyż (hala) – 2,17 (2016) rekord Gruzji